# Такмак (Давлекановский район)
Такмак (баш. Тукмаҡ) — деревня в Давлекановском районе Республики Башкортостан Российской Федерации. Входит в состав Шестаевского сельсовета. 

## География

### Географическое положение
Расстояние до:
- районного центра (Давлеканово): 33 км,
- центра сельсовета (Шестаево): 4 км,
- ближайшей ж/д станции (Давлеканово): 33 км.

## Население
| 2002 | 2009 | 2010 |
| ---- | ---- | ---- |
| 6    | ↘3   | ↘0   |